# Agmina panda
Agmina panda is een schietmot uit de familie Ecnomidae. De soort komt voor in het Australaziatisch gebied.